# Patascoy
Patascoy o Cerro Patascoy, es un volcán inactivo de Colombia situado en el límite entre los departamentos de Nariño y Putumayo, a una altura aproximada de 3950 m s. n. m.
 Este volcán es uno de los menos activos del país y no se conoce la existencia de una erupción volcánica importante. El 21 de diciembre de 1997 ocurrió en este lugar un ataque de las FARC a una base militar ocupada por un pelotón del Batallón de Infantería "Batalla de Boyacá", suceso conocido como Toma de Patascoy.
El Cerro Patascoy pertenece a una cadena de cráteres que también incluyen los siguientes: Cerro Campanero, Cerro Estero, Cerro Alcalde, Cerro Sibundoy y Volcán Bordoncillo. Estos pequeños volcanes contienen lava de diferente composición y capas de cenizas.